# Fremont, California
Fremont, California là một thành phố tại quận Alameda, tiểu bang California, Hoa Kỳ. Dân số theo điều tra năm 2010 của Cục điều tra dân số Hoa Kỳ là 214.089 người, diện tích là km2. Thành phố được lập ngày 23 tháng 1 năm 1956 từ sự hợp nhất năm cộng đồng nhỏ hơn: Centerville, Niles, Irvington, Mission San Jose, và Warm Springs. Thành phố được đặt tên theo John Charles Frémont, "the Great Pathfinder."
Nằm ở phần đông nam của vùng vịnh San Francisco ở vùng Đông Vịnh, Fremont ngày nay là thành phố lớn thứ 4 ở vùng vịnh San Francisco.
Fremont là thành phố kết nghĩa với Puerto Peñasco, Mexico; Fukaya, Nhật Bản; Horta, Azores, Bồ Đào Nha; Thành phố Lipa của Philippines; và Jaipur ở Ấn Độ.